# MINIX FS
El Sistema de archivos de MINIX, en inglés MINIX file system o MINIX FS (para abreviar), es el sistema de archivos nativo del sistema operativo MINIX.

## Historia
MINIX fue escrito desde 0 (from scratch, en inglés) por Andrew S. Tanenbaum en la década de los 80s, como un sistema operativo tipo UNIX, donde su código fuente puede ser usado libremente para la educación. El sistema de archivos MINIX fue diseñado para usarse en MINIX; copia la estructura básica del Sistema de archivos UNIX (UFS), pero evita características complejas para mantener el código fuente limpio, claro y simple, donde su objetivo total es ser de Minix una ayuda útil de enseñanza
Cuando Linus Torvalds comenzó a escribir el núcleo Linux en 1991, él trabajaba en una máquina corriendo MINIX, así el lanzamiento inicial estuvo basado en las funcionalidades de este último sistema operativo. Linux usaba el sistema de archivos MINIX hasta que en abril de 1992 se realiza la introducción del Extended file system (sistema de archivos extendido, conocido como ext. Véase ext2 y ext3). Este sistema de ficheros es aún usado por algunas distribuciones GNU/Linux para arrancar discos y en otras situaciones, donde se necesite un sistema de archivos simple y compacto.

## Diseño e implementación
Un sistema de archivos MINIX tiene seis componentes:
1. El Bloque de arranque, el cual es el que se almacena en el primer bloque de un disco duro. Contiene el cargador de Arranque, que carga y corre un sistema operativo dentro del sistema conocido como sistema de inicio.
2. El segundo bloque es el Superblock, el cual almacena datos relacionados al sistema de archivos, que permite al sistema operativo localizar y entender otras arquitecturas de sistemas de archivos. Por ejemplo, el número de inodos y zonas, el tamaño de los dos bitmaps y el bloque de inicio de una área de datos.
3. El inode bitmap es el mapa simple de uno de los inodos que rastrea cuales están en uso y cuales están libres, representándolos con un 1 (para los en uso) y con un 0 (para los libres).
4. El zone bitmap, trabaja de similar forma al inode bitmap, excepto que rastrea las zonas.
5. El área de inodos. Cada archivo o directorio es representado como un inodo, el cual graba metadatos incluyendo los tipos (archivo, directorio, bloque, carácter, pipe), identidad (is) para el usuario y el grupo, tres registros de fecha y el tiempo de último acceso, la última modificación y el último cambio de estado. Un inodo también contiene una lista de las direcciones que indican las zonas en el área de datos donde el archivo o los datos de directorio están actualmente almacenados.
6. El data area (área de datos), es el componente más largo de un sistema de archivos, que usa la mayor parte del espacio. Es donde los archivos y directorios de datos están almacenados.